# 6916 Lewispearce
6916 Lewispearce eller 1992 OJ är en asteroid i huvudbältet som upptäcktes den 27 juli 1992 av den australiensiske astronomen Robert H. McNaught vid Siding Spring-observatoriet. Den är uppkallad efter Lewis P. Pearce.
Asteroiden har en diameter på ungefär 12 kilometer.